# Estádio Beira-Rio
Estádio Beira-Rio, officiellt Estádio José Pinheiro Borda, är en fotbollsarena i Porto Alegre, Brasilien. Arenan invigdes den 6 april 1969 och renoverades inför VM 2014.

## Källhänvisningar
1. ↑  "Beira". Arkiverad 14 mars 2007 hämtat från the Wayback Machine. internacional.com.br. Läst 26 juni 2014. (portugisiska)

- Enciclopédia do Futebol Brasileiro, Volume 2 - Lance, Rio de Janeiro: Aretê Editorial S/A, 2001.